# Mélissène
La famille Mélissène (en grec, masc. Μελισσηνός, fém. Μελισσηνή) est une famille noble byzantine, qui s'illustre de la fin du VIIIe siècle jusqu'à la fin de l'empire et au-delà.

## Histoire
Les Melissenoi constituent l'une des plus anciennes familles aristocratiques connues de la période mésobyzantine,. Des généalogies des XVIe et XVIIe siècles font remonter la famille à un patrikios Michel, parent de l'empereur Michel Ier Rhangabé (r. 811–813), et à son fil le magistros Léon, mais elle remonte en fait à un demi-siècle plus tôt, au général Michel Mélissène, un favori de l'empereur Constantin V (r. 741–775) et gouverneur du thème des Anatoliques. Ce Michel épouse une sœur de la femme de Constantin, Eudoxie, et leur fils, Théodote Kassitéras Mélissène, devient patriarche de Constantinople de 815 à 821,,.
La région d'origine de la famille est inconnue, mais du IXe au XIe siècle, ses membres sont principalement actifs en Asie Mineure, en tant que généraux et gouverneurs des thèmes locaux. À la fin du XIe siècle, la famille semble avoir des liens particuliers avec la région de Dorylaion en Phrygie, ce qui pourrait indiquer qu'elle en provenait,. 
Les Mélissène semblent également avoir maintenu des liens étroits avec les autres familles composant l'aristocratie militaire (les dynatoi) de cette période, qui sont comme eux principalement d'Asie Mineure,. Ainsi, deux Mélissène, le doux d'Antioche Léon et son frère Théognoste, soutiennent la révolte aristocratique de Bardas Phocas le Jeune au début du règne de l'empereur Basile II (r. 976–1025),,. Pendant le reste du règne de Basile, les Mélissène ne semblent plus occuper de fonctions militaires élevées, mais ils réapparaissent parmi les plus hauts échelons de l'aristocratie à la fin du XIe siècle, avec un Théognoste katepano de Mésopotamie, et une Marie (rare) détentrice du haut titre de zoste patrikia. 
Dans les années 1080, le général Nicéphore Mélissène, après avoir mené une rébellion contre l'empereur Nicéphore III Botaniatès (r. 1078–1081), se rapproche du successeur de Botaniatès, Alexis Ier Comnène (r. 1081–1118), dont il épouse la sœur, Eudoxie, en exchange du titre de Caesar et de possessions dans la région de Thessalonique,,. Sous les empereurs Comnène, les Mélissène exercent principalement des charges civiles, mais malgré ses liens avec la dynastie impériale, la famille n'occupe plus de hauts offices après environ 1118.
Au XIIIe siècle, les membres d'une de ses branches sont attestés comme propriétaires terriens près de Smyrne, alors que d'autres branches s'installent en Morée et en Épire, et qu'une femme de la famille épouse même Michel Ier Comnène Doukas, le fondateur du despotat d'Épire. Des traditions ultérieures rapportent qu'un certain André Mélissène s'établit en Crète sous Alexis Ier, y fondant une autre branche. De celle-ci descendent les derniers Mélissène, dont le patriarche de Constantinople Grégoire III Mammé (1443–1450).